# Hypomanganate de potassium
Ne doit pas être confondu avec Manganate de potassium ou Permanganate de potassium.
L'hypomanganate de potassium ou manganate(V) de potassium est un composé inorganique de formule K3MnO4. Ce sel bleu-vert à turquoise est notamment rencontré comme intermédiaire lors de la production industrielle du permanganate de potassium.

## Réactions
K3MnO4 permet de produire K2MnO4 suivant :
2 K3MnO4 + H2O + 1⁄2 O2 ⇌ 2 K2MnO4 + 2 KOH.
Cette réaction est mise à profit dans la production industrielle du permanganate de potassium (KMnO4), le manganate de potassium K2MnO4 obtenu étant ultérieurement amené à KMnO4 par oxydation anodique.